# Larissa & William
Larissa & William (também grafado como "Larissa e Willian") foi uma dupla brasileira de cantores infantis da década de 1990. Ficou famosa por interpretar o segundo tema de abertura da série Os Cavaleiros do Zodíaco, na extinta TV Manchete.

## Carreira
Com 9 anos de idade, a dupla foi aprovada em um teste da Sony Music para participar do novo Trem da Alegria, em 1994. No entanto, foram redirecionados para cantar músicas da trilha sonora do anime Os Cavaleiros do Zodíaco. Lançado em 1995, o álbum foi um sucesso comercial, vendendo mais de 500 mil cópias. Com o êxito, a dupla viajou se apresentando pelo Brasil inteiro e participou dos principais programas de TV da época, como Angel Mix, Bom Dia & Cia, Xuxa Hits, Programa Hebe e Programa Livre, onde receberam o disco de ouro pelo trabalho.
Em 1996, Larissa e William gravaram seu segundo CD, o álbum tema do Parque Beto Carrero World. No entanto, devido à baixa repercussão, a gravadora decidiu encerrar a dupla. 
Depois disso, William ainda tentou um projeto solo, baseado em uma turnê com músicas dos seus dois CDs com Larissa, mas após alguns concertos encerrou sua carreira musical. Já Larissa, continuou no meio artístico, tendo depois dos Cavaleiros apostado em uma carreira de cantora de axé. Atualmente, ela é vocalista em uma banda sertaneja.

### Década de 2010
Em paralelo com a carreira sertaneja, Larissa continua se dedicando à franquia Saint Seiya. Ainda em 2006, ela foi escolhida para gravar as músicas de encerramento e abertura da saga de Hades. Já em 2013, em parceria com Rodrigo Rossi, ela gravou uma nova versão de "Pegasus Fantasy" para a saga Ômega. Em 2016, junto com Eduardo Falaschi, Ricardo Cruz e Rossi, ela formou o grupo Cavaleiros In Concert, que se apresenta em eventos de quadrinhos e mangás interpretando as faixas da série.
Já William, esteve presente nas comemorações de 20 anos da série no Brasil, realizadas pela PlayArte. Em 2016, ele retomou sua carreira musical, apresentando-se em eventos otaku pelo Brasil.

## Discografia
Álbuns
- 1995: Os Cavaleiros do Zodíaco: As músicas do seriado da TV
- 1996: O Mundo Encantado de Beto Carrero

Singles
- 1995: "Cavaleiros do Zodíaco"
- 1995: "Rap do Zodíaco"[12]
- 1996: "Eu Ainda Sou Neném"